# Synagoge (Geertruidenberg)

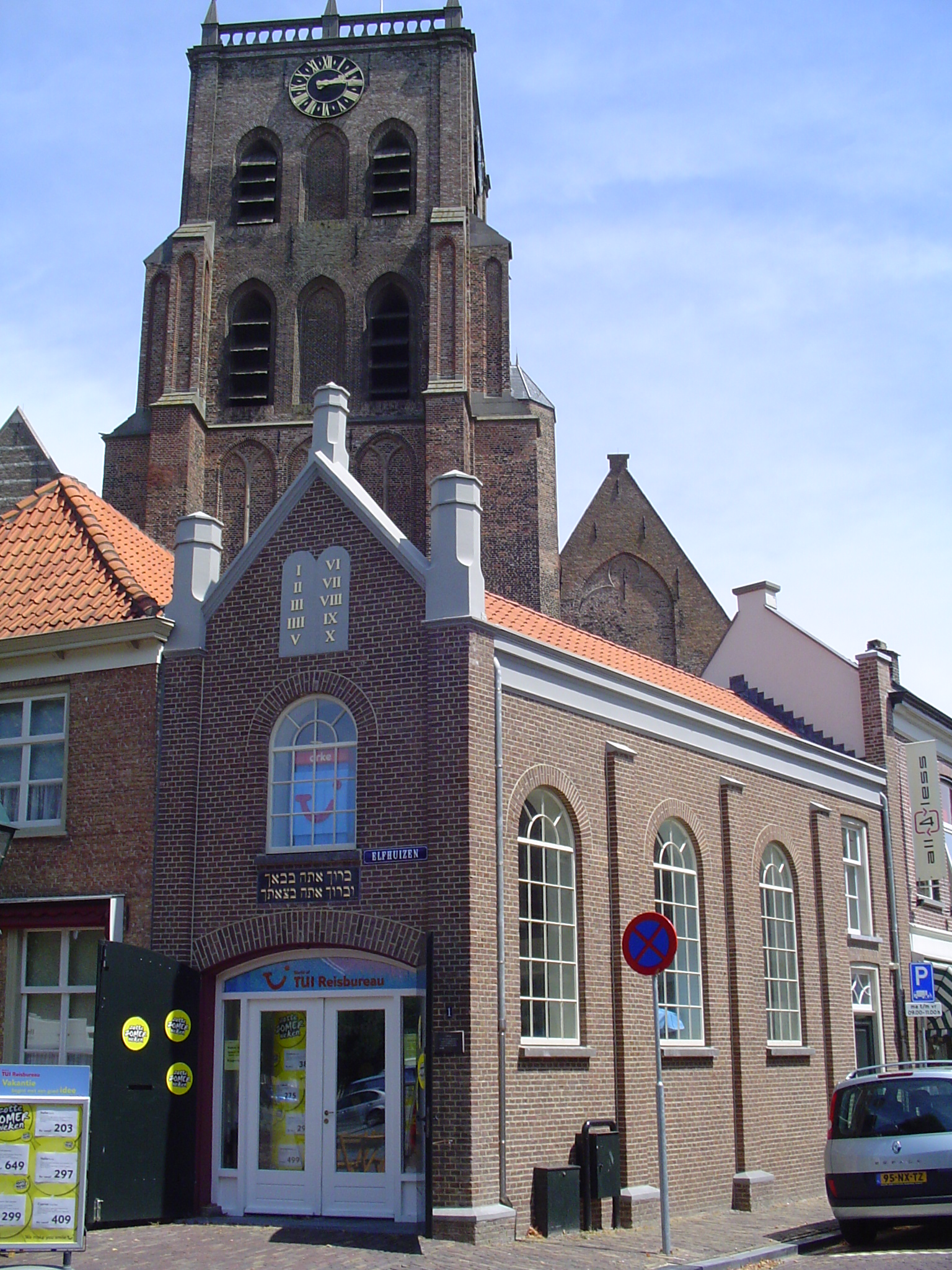
voormalige synagoge

De voormalige synagoge te Geertruidenberg is een gebouw uit 1874 aan Elfhuizen 1.

## Geschiedenis
Joodse inwoners kreeg Geertruidenberg pas in het laatste decennium van de 18e eeuw. Deze organiseerden zich omstreeks 1810 tot een Joodse gemeente, die in 1842 een huis aankocht om als synagoge in te richten. Dit huis verkeerde echter in slechte staat en moest in 1879 afgebroken worden, maar ondertussen kon met steun van andere Joodse gemeenten en subsidies een gebouw worden gesticht, het huidige. Dit werd niet alleen gebruikt door Joodse inwoners van Geertruidenberg, maar ook door leden van het garnizoen die Joods waren.
De gemeente begroef haar doden te Oosterhout. In 1910 werden de Joodse gemeenten van Oosterhout en Capelle bij die van Geertruidenberg gevoegd. Het aantal gemeenteleden bedroeg 42 in 1930. Weinigen van hen hebben echter de Tweede Wereldoorlog overleefd. Daarom werd de gemeente in 1947 ontbonden en bij die van Breda gevoegd. 
Het gebouw werd verkocht. Het deed hierna een tijdlang dienst als opslagruimte, later als kantoor. In 1980 werd het inwendig verbouwd en in 2002 werd een deel van de veranderingen weer ongedaan gemaakt. Er zetelde een galerie tot 2019. Sinds 2020 is er een pizzeria.

## Gebouw
Het gebouw is een eenbeukige zaalkerk in baksteen, met hardstenen elementen. Het vertoont elementen van de overgangsarchitectuur. De oorspronkelijke functie van het gebouw kan worden afgeleid uit de voorstelling van de Stenen tafelen aan de Marktzijde en uit de Hebreeuwse tekst die luidt: Gezegend zijt gij die binnentreedt en gij die buitentreedt. Het uitwendige van het gebouw is nog in originele staat.